# 1976年夏季奧林匹克運動會跳水比賽
1976年夏季奧林匹克運動會的跳水比賽由1976年7月19日至7月27日進行，為期9天；賽事設有男女子的3米彈板及10米高台四個項目，決出金、銀、銅牌各四面。
本屆比賽共有來自22個國家的80名跳水運動員參與，當中包括41男、39女。在眾多選手中，年齡最小的是奧地利的布丽奇特·杜达，年僅15歲又145日；而年齡最大的則是加拿大的格伦·格罗特，時年34歲又57日。
最終，美國隊在本屆賽事奪得兩金、一銀、兩銅，列獎牌榜第一名。而在個別運動員方面，意大利的克劳斯·迪比亚西衛冕男子10米高台金牌，完成三年霸的偉業。

## 參賽國家及運動員人數
以下為派員參加跳水比賽的國家代表隊（按隊伍英文名稱序），括號內顯示該隊的參賽運動員人數：

| - （4） - 奥地利（3） - 巴西（1） - 加拿大（9） - 捷克斯洛伐克（1） - 东德（7） - 厄瓜多尔（1） - 法国（2） - 英国（4） | - 意大利（4） - 日本（3） - 科威特（2） - 墨西哥（5） - 新西兰（1） - 苏联（11） - 西班牙（3） - 瑞典（3） - 泰国（1） | - 土耳其（1） - 美国（11） - 委内瑞拉（1） - 西德（4） |

## 國家獎牌榜
| 排名   | 国家／地区    | 金牌 | 银牌 | 铜牌 | 總數 |
| ------ | ------------- | ---- | ---- | ---- | ---- |
| 1      | 美国（USA）   | 2    | 1    | 2    | 5    |
| 2      | 意大利（ITA） | 1    | 1    | 0    | 2    |
| 3      | 苏联（URS）   | 1    | 0    | 2    | 3    |
| 4      | 东德（GDR）   | 0    | 1    | 0    | 1    |
| 4      | 瑞典（SWE）   | 0    | 1    | 0    | 1    |
| 總計： | 總計：        | 4    | 4    | 4    | 12   |

## 項目優勝者

### 男子
| 項目                 | 金牌                      | 金牌   | 银牌                      | 银牌   | 铜牌                          | 铜牌   |
| 男子3米彈板（詳細）  | 菲尔·博格斯（美国）       | 619.05 | 乔吉奥·卡尼奥托（意大利） | 570.48 | 亚历山大·科森科夫（苏联）     | 567.24 |
| 男子10米高台（詳細） | 克劳斯·迪比亚西（意大利） | 600.51 | 格雷格·洛加尼斯（美国）   | 576.99 | 弗拉基米尔·阿列伊尼克（苏联） | 548.61 |

### 女子
| 項目                 | 金牌                            | 金牌   | 银牌                    | 银牌   | 铜牌                  | 铜牌   |
| 女子3米彈板（詳細）  | 珍妮弗·钱德勒（美国）           | 506.19 | 克丽斯塔·克勒（东德）   | 469.41 | 辛西娅·波特（美国）   | 466.83 |
| 女子10米高台（詳細） | 埃琳娜·瓦伊采霍夫斯卡娅（苏联） | 406.59 | 乌尔丽卡·克纳普（瑞典） | 402.60 | 德博拉·威尔逊（美国） | 401.07 |